# سراج‌کلا
سراج کلا یکی از روستاهای شهرستان قائمشهر در استان مازندران ایران است. این روستا در دهستان بالاتجن در بخش مرکزی این شهرستان جای گرفته‌است. سراج کلا که بعد از پل تلار واقع شده به دوبخش سراجکلا بالا و سراجکلا پایین تقسیم شده که قسمت بالایی آن به علت جاده اصلی قائم شهر بابل از قسمت پایین جدا شده‌است.
بر اساس سرشماری سال ۱۳۸۵، جمعیت این روستا ۱۲۴۶ نفر (۳۲۹ خانوار) بوده‌است. شغل اصلی مردم این روستا کشاورزی و دامپروری می‌باشد. 
روستای سراجکلا دارای یک مکان زیارتی به نام امامزاده قاسم و دارای مکان‌های تفریحی شامل پارک و شهربازی سراج که در حاشیه رودخانه تلار وهتل تلار قرار دارد می‌باشد و همینطور یک زمین چمن طبیعی فوتبالی را نیز دارا می باشد که در جوار رودخانه و هتل تلار میباشد.
این روستا دارای امکانات آب، برق، گاز و تلفن، دارای دو مسجد و یک حسینیه و پایگاه‌های بسیج برادران و خواهران، کتابخانه عمومی، کانون فرهنگی، خانه بهداشت و مدرسه ابتدایی است.